# Ser (skała)

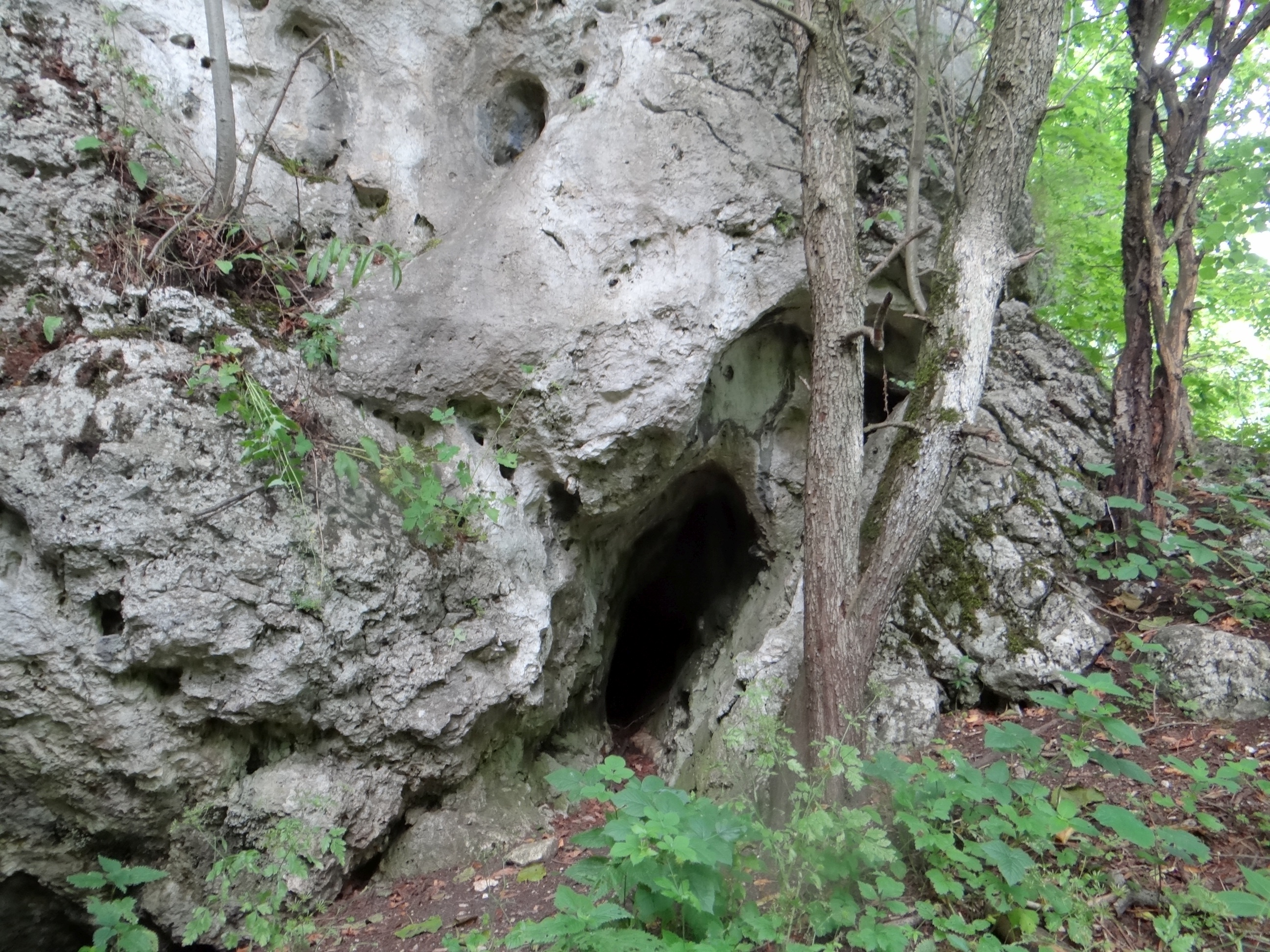
Skały Sera z otworem Schroniska w Serze

Ser – grupa skał w lesie po północnej stronie drogi łączącej Suliszowice z Zaborzem w województwie śląskim, w powiecie myszkowskim, w gminie Żarki. Pod względem geograficznym jest to obszar Wyżyny Częstochowskiej wchodzący w skład Wyżyny Krakowsko-Częstochowskiej. Administracyjnie skała znajduje się na terenie wsi Suliszowice.
W odległości około 280–300 m na północ od drogi Suliszowice-Zaborze w lesie są blisko siebie dwie grupy skał. W grupie wschodniej jest Biedruniowa Skała, natomiast grupa zachodnia zwana jest przez wspinaczy skalnych Serem. Znajduje się przy granicy wsi Suliszowice i Zaborze. Zbudowane z twardych wapieni skalistych skały Sera o wysokości do 10 m tworzą mur skalny z licznymi szczelinami i filarami. Mają silnie zerodowaną powierzchnię. Są w nich trzy jaskinie: Rozpadlina w Serze, Schronisko w Serze, Schronisko z Norką. Dla wspinaczy skalnych skały Ser nie są atrakcyjne i brak w nich dróg wspinaczkowych.